# سری آ والیبال
سری آ ۱ والیبال مردان ایتالیا بالاترین سطح مسابقات والیبال مردان در ایتالیا است. برنده این مسابقات قهرمان ایتالیا است.